# Virginiatobak
Virginiatobak (Nicotiana tabacum) är en art inom familjen potatisväxter. Den förekommer inte som vildväxande utan har uppstått i kultur i Sydamerika. Virginiatobak är en odlad växt i Norden, men finns i tillfälliga bestånd på öppen mark, exempelvis vid tippar och komposter. Arten används som bekämpningsmedel (insekter), medicinalväxt och till tobaksproduktion. Virginiatobak innehåller nikotin i bladen, och det är ett gift som kan tränga igenom oskadad hud när man hanterar eller plockar tobak, se artikeln om nikotin.
Det är en ett- till flerårig, klibbigt glandelhårig ört. Den blir från 80 till 200 cm hög. Bladen är mer eller mindre brett lansettlika, nedlöpande eller med vingade skaft som omsluter stjälken. Den blommar från juli till oktober med vita till blekrosa 35 till 60 mm långa trattlika blommor i toppställning, grenade i knippen.

## Synonymer
Nicotia tabaca (L.) St. Lag.
Nicotiana alba Mill.
Nicotiana angustifolia Mill.
Nicotiana auriculata Bertero
Nicotiana chinensis Fisch. ex Lehm.
Nicotiana florida Salisb.
Nicotiana fruticosa L.
Nicotiana latissima Mill.
Nicotiana loxensis H.B.K.
Nicotiana macrophylla Spr.
Nicotiana mexicana Schltdl.
Nicotiana petiolata Agardh
Nicotiana tabacum var. fruticosa (L.) Hook.f.
Nicotiana virginica Agardh
Nicotiana ybarrensis H.B.K.
Tabacum latissimum (Mill.) Bercht. & Opiz
Tabacum nicotianum Bercht. & Opiz
Tabacum ovatifolium Gilib.